# Antoni Januszewski
Antoni Wojciech Januszewski (ur. 2 lutego 1914 w Krajence, zm. 28 października 1939 w Barbarce) – polski duchowny rzymskokatolicki, ofiara represji nazistowskich w czasie II wojny światowej.

## Życiorys
Urodził się w Krajence gdzie uczęszczał do Niemieckiej Szkoły Powszechnej. W 1924 wraz z rodziną wyjechał na terytorium Polski i kontynuował naukę w Broniewie. Był członkiem Solidacji Mariańskiej, zaś w 1933 wstąpił do Seminarium Duchownego w Gnieźnie od 1935 kontynuując formacje w Arcybiskupim Seminarium Duchownym w Poznaniu. Święcenia prezbiteriatu otrzymał w 1939 i po ukończeniu seminarium podjął posługę jako wikariusz w parafii pw. św. Piotra i Pawła w Toruniu–Podgórzu. Wybuch II wojny światowej i początek okupacji niemieckiej zastał go w Toruniu, gdzie w połowie października 1939 został aresztowanych w ramach represji skierowanych przeciwko miejscowej inteligencji polskiej i uwięziony w Forcie VII. 28 października 1939 został rozstrzelany przez Niemców w masowej egzekucji w lasku na Barbarce.
W grudniu 2017, wojewoda wielkopolski Zbigniew Hoffmann wydał zarządzenie zastępcze o zmianie nazwy ul. 30 Stycznia w Krajence na ul. ks. Antoniego Januszewskiego.